# Мицубиши Ф-1
Мицубиши Ф-1 је јапански млазни јуришни авион. Развила га је јапанска компанија Мицубиши. Једини корисник овог авиона јесу јапанске Ваздухопловне самоодбрамбене снаге.

## Развој и дизајн
Мицубиши Ф-1 развијен је из школско-борбеног авиона Мицубиши Т-2. Задње седиште (на коме седи инструктор) авиона Мицубиши Т-2 је уклоњено, а простор је испуњен додатном авиоником. У нос авиона је уграђен радар, а додате су још две подвесне тачке испод крила. Механичка структура авиона је додатно ојачана. Прототип овако модификованог авиона полетео је 3. јуна 1975. године. У оперативну употребу авион Мицубиши Ф-1 је уведен апирла 1978. године. Испоручено је 77 примерака, а серијска производња је окончана 1987. године. У развоју авиона је поред Мицубишија учествовао и Фуџи. Погоњен је са два турбо-млазна мотора укупног потиска 45,6 kN без форсажа, односно 70,2 kN са додатним сагоревањем. Стајни трап је типа трицикл. Авион је намењен превасходно за противбродску борбу и у ту сврху може бити наоружан противбродским ракетама.

## Корисници
- Јапан

## Галерија
- Мицубиши Ф-1